# 丹尼斯·科尔尼
丹尼斯·科尔尼（英語：Denis Kearney，1847年—1907年），美国爱尔兰裔加利福尼亚劳工领袖，以在19世纪晚期的反华活动而知名。他被称为“力量非凡的煽动者”，经常发表长篇尖刻的演讲，重点关注四个主题：蔑视媒体、蔑视资本家、蔑视政客和蔑视中国移民。作为加州工人党的领导人，他以“无论发生什么，中国人都必须走”这句话结束他的所有演讲而闻名。